# إليزا وايت (مبشرة)
كانت إليزا وايت (إليزا ليه قبل الزواج)، (من مواليد 11 يوليو 1809، وتوفيت بتاريخ 28 فبراير 1883) مبشرة ميثودية وويزلية في نيوزيلندا ورائدة في تأسيس جمعية السيدات المسيحية في مدينة أوكلاند بنيوزيلندا والتي كانت سلفًا لجمعية الشابات المسيحيات في أوكلاند. تقدم وايت في يومياتها، المحفوظة في كلية سانت جون اللاهوتية، وصفًا مباشرًا وفريدًا من نوعه لحياة مبشرةٍ إنجليزية في نيوزيلندا.

## بدايات حياتها
ولدت إليزا ليه بتاريخ 11 يوليو 1809 في قرية إريث بأبرشية يريث بمقاطعة هنتينغدونشير في إنجلترا. كان والداها إليزابيث وتوماس ليه من المتدينين غير الملتزمين الذين حضروا الاجتماعات والصلوات في كنيسة ويسليان، وانضمت إليزا إليهما في الكنيسة الميثودية في سن السادسة عشر. في تلك الفترة، كان الميثوديون من أتباع كنيسة ويسليان يدعمون الجهود المبذولة لتعزيز زواج المبشرين الذكور الذين يعيشون في المجتمعات غير البيضاء حول العالم، وكانت رسائل الزوجات المبشرات في الخارج تُقرأ بانتظام في اجتماعات الكنيسة. في عام 1813، بدأت جمعية ويسليان الميثودية التبشرية وبالتعاون مع جمعية الكتاب المقدس البريطانية الأجنبية متعددة الطوائف (التي تأسست عام 1804)، العمل على ربط الحماس للدعوة الدينية مع تعاليم المنطق والسعادة والحضارة. عندما زار القس الميثودي ويليام وايت من نيوزيلندا قرية قريبة للتبشير والبحث عن زوجة مستقبلية، قبلت إليزا الزواج من وايت، وأخبرته هو ورفيقه، القس توماس بادل، بأنها تأثرت كثيرًا بشخصية زوجة القس «ابنة أخ فليتشر الشهير من مادلي، وواحدة من أشهر نساء عصر جون ويلسي». كانت قدوة إليزا، ماري بوسانكيت فليتشر، امرأة ميثودية واعظة مشهورة في شروبشاير، عاشت حياتها ملتزمة بالميثودية ونشطت بالعديد من الأعمال الخيرية، واعتادت زيارة المحتاجين وقدمت الدعم للمدارس والمدرسين. تزوجت إليزا القس وايت بتاريخ 30 يونيو 1829 في قرية بلونيتشام بمقاطعة هنتينغدونشير في إنجلترا.

## حياة الزوجة المبشرة في مانجونجو
أبحر ويليام مع إليزا وايت إلى نيوزيلندا في رحلة استغرقت عدة أشهر للوصول إلى محطة مانجوجو التبشيرية حديثة العهد في ميناء هوكيانجا بتاريخ 30 يناير 1830. عاشت إليزا في كوخ مصنوع من نبات الراوبو بالقرب من منزل البعثة حيث عاش القس جون هوبز مع زوجته، جين بروجريف هوبز. اكتفت إليزا بداية بالعمل المنزلي في كوخها البسيط ثم شرعت بتعليم الأطفال المحليين.

وُلد أول طفل لإليزا وايت ميتًا بتاريخ 3 أبريل 1830. وتوفي طفلها الثاني، ويليام لي وايت، رضيعًا في شهر أغسطس 1831. في شهر يناير 1833، ماتت طفلتها الثالثة خنقًا بالحبل السري. بتاريخ الأول من شهر أغسطس 1834، ولد جون إبنيزر وايت، الذي عاش لما بعد سن البلوغ. في تلك الفترة، كتبت إليزا وايت أيضًا عن خيبات أملها وإحباطها من العمل كمعلمة مبتدئة:
«يوم 20 فبراير 1832، يوم مليء بالتجارب والإزعاجات، كان الأولاد الأصليون مسيئين للغاية، ولم أستطع التحمل. نحن نترك كل عزيز علينا في الأرض من أجلهم، وهم بالمقابل يبذلون كل ما بوسعهم لإثارة غضبنا وإزعاجنا».
مع الوقت، أتقنت إليزا وايت اللغة الماورية، وتولت مسؤولية تدريب ما يصل إلى عشر فتيات من قبائل الماوري على أعمال الغسيل والتنظيف والخياطة على الطريقة الإنجليزية. بحلول العام الأخير في يومياتها، عام 1836، ذكرت إليزا أن سبعين امرأة حضرن معها الصلاة في أحد أيام الأحد. نجى بقية أبناء وايت وعاشوا لما بعد سن البلوغ: جوزيف وايت (من مواليد عام 1835)، وتوماس لي وايت (المولود عام 1835)، وإليزا لي وايت (من مواليد 1837). خلال تلك الفترة، نمت البعثة التبشرية بشكل كبير، حتى أن بعض التقارير تشير إلى حضور 1000 شخص أو أكثر من قبائل الماوري للصلاة، كما أنشئت البعثة ورشة نجارة خشب لدعم تجارة الأخشاب المحلية. مع ذلك، وردت العديد من الشكاوى حول سلوك القس وايت الجنسي مع نساء الماوري، فما كان من الجمعية الكنيسة التبشيرية إلا أن أرسلت ناثانيال تورنر ليحل محل وايت وعائلته. أبحرت عائلة ويليام وايت إلى إنجلترا في زيارة قصيرة لعرض قضيته أمام السلطات الميثودية التي فصلته من منصب التبشير. فقدت إليزا منصبها أيضًا بحكم الارتباط، ويعود السبب في ذلك إلى عدم الاعتراف بعملها التبشيري الفردي بشكل رسمي من قبل. عاد الزوجان إلى نيوزيلندا بعد ولادة ابنتهم في عام 1838، وسكنت العائلة منزلًا بالقرب من محطة مانجونجو التبشيرية. وفي خطوة مثيرة للجدل، استمر ويليام وايت بالتبشير ودعم قبائل الماوري بصفته مستشارًا وتاجرًا. عملت إليزا في تلك الفترة مديرة لمدرسة ضمت أبناء شقيق القس وايت، وأبناء القس جيمس وزوجته ماري واليس.

## الحياة في أوكلاند
في عام 1845، انتقل عائلة وايت إلى أوكلاند هربًا من العنف المتزايد بشأن ملكية الأراضي حول خليج الجزر. أبحرت إليزا وأطفالها الأربعة مع اللاجئين على متن زورق إتش إم إس فيكتوريا الحربي. حضرت إليزا مع أطفالها الصلوات في كنيسة هاي ستريت الميثودية في إنجلترا، وتكريمًا لها لعملها الكنسي، عُلقت صورة عائلتها داخل الكنيسة. من المؤكد أن أحد أبنائها، جوزيف، قد عاد إلى مانجونجو في نيوزيلندا حيث توفي في عام 1858 بعمر 23 عامًا بركلة حصان. تزوج ابنها الأصغر توماس «لي» وايت بجين جيسون في عام 1864.
توفي ويليام وايت بنوبة قلبية في منزله في شارع فنسنت بمدينة أوكلاند بتاريخ 25 نوفمبر 1875، عن عمر 83 عامًا. واصل ابن وايت الأصغر، تي لي وايت، إدارة أعمال والده، وبدأ في عام 1882 العمل بمفرده ليصبح وكيلًا للأراضي، وعمل محاسبًا عامًا في مجلس إدارة شركة ديفيبورت ستيم للعبارات، كما امتلك أسهمًا في حقل التايمز لاستخراج الذهب، وفي شركات استكشاف الاستثمارات الجديدة بما في ذلك صيد السمك في أعماق البحار وحفظ الأسماك.